# 가나메촌 (이바라키현)
가나메촌(要村)은 이바라키현 나메가타군에 일찍이 존재했던 촌이다.

## 지리
- 현재의 나메가타시 북부에 해당한다.
- 촌은 기타우라호 서안에 위치하고 있다.
- 촌은 고원과 평지가 뒤섞인 골짜기가 많은 지형이다.

## 역사
- 1889년 4월 1일 - 정촌제 시행에 의해 나메가타군 쓰스미촌이 성립하였다.
- 1955년 4월 1일 - 다케다촌, 가나메촌과 합병해 기타우라정이 성립하여, 동일 쓰스미촌은 폐지되었다.

## 인구
| 1891년 | 1,309 |
| 1920년 | 1,912 |
| 1927년 | 2,083 |
| 1935년 | 2,215 |
| 1950년 | 2,959 |

## 참고문헌
- 大日本篤農家名鑑編纂所編『大日本篤農家名鑑』大日本篤農家名鑑編纂所、1910年。
- 角川日本地名大辞典編纂委員会『가도카와 일본 지명 대사전 8 茨城県』、가도카와 쇼텐、1983年 ISBN 4040010809